# Sky du Mont
Sky du Mont ou Sky Dumont, de son vrai nom Cayetano Neven du Mont, est un acteur allemand, né le 20 mai 1947 à Buenos Aires.

## Biographie
Sky du Mont  fait partie de la famille des éditeurs allemands M. DuMont Schauberg. La famille a fui en Amérique du Sud dans les années 1930-1940 face au régime nazi. Il doit son surnom de « Sky » à son frère qui ne pouvait pas prononcer « Cay » (Cayetano) .  Il passe sa scolarité en Angleterre et est diplômé de l'école secondaire en Suisse (examen de maturité).

## Carrière
En 1971, après avoir fréquenté une école d'art dramatique de Munich, il tient ses premiers rôles au théâtre et à la télévision, dans de nombreux films et de longs métrages tels Otto – Der film ou Qui peut sauver le Far West ?, film pour lequel il obtient en 2001 un Bambi , et le Deutsche Comedypreis (prestigieux prix télévisé allemand). En 2004, les deux même prix récompenseront le film et les acteurs principaux de Space movie dans lequel il joue ,.
Il participe à 59 épisodes de la série américaine Hôpital Central. Sur le plan international, il joue entre autres aux côtés de William Holden, Gregory Peck, Rod Steiger, Lee Marvin et Anthony Quinn sans oublier Tom Cruise et Nicole Kidman dans Eyes Wide Shut de Stanley Kubrick. Il incarne de nombreux rôles dans les séries allemandes Der Kommissar, Le Renard, Derrick, Wolff police criminelle, Siska, Adelheid und ihre Mörder, Pauvres millionnaires etc.
En mai 2000, il présente pendant deux ans le journal VIP Sky Lights sur SWR .  En 2003, il publie son premier roman intitulé Prinz und Paparazzi , il prête souvent sa voix pour des publicités et bandes annonces de films  et depuis 2011, il est narrateur dans la comédie musicale The Rocky Horror Show .
Sky du Mont était membre du FDP (parti libéral-démocrate allemand) et s’y est engagé dans des campagnes électorales . Début 2018, il démissionne du parti passé dans l'opposition.

## Engagement social
Il est impliqué pour l'organisation de défense des animaux PETA , pour la Fondation Felix Burda (fondation de prévention du cancer colorectal), pour Make-A-Wish Allemagne, a soutenu à plusieurs reprises World Vision Allemagne (parrainage d’enfants du tiers-monde)  et McDonald's Kinderhilfe (soutien aux familles d’enfants gravement malades) .

## Filmographie sélective

### Cinéma
- 1978 : Ces garçons qui venaient du Brésil (The Boys from Brazil) de Franklin J. Schaffner : Friedrich Hessen
- 1979 : Avalanche Express, de Mark Robson : Philip John
- 1981 : Le Lion du désert (Lion of the Desert) de Moustapha Akkad : le prince Amadeo
- 1981 : Das Boot de Wolfgang Petersen
- 1981 : La Nuit de l'évasion (Night Crossing) de Delbert Mann : Ziegler
- 1985 : Otto – Der Film de Otto Waalkes et Xaver Schwarzenberger : Ernesto/Harald
- 1999 : Eyes Wide Shut de Stanley Kubrick : Sandor Szavost
- 2001 : Qui peut sauver le Far West ? de Michael Herbig : Santa Maria
- 2004 : Space Movie ((T)Raumschiff Surprise - Periode 1) de Michael Herbig : William le Dernier / Santa Maria

### Télévision
- 1973 : Les Nouvelles Aventures de Vidocq, épisode 11, Les deux colonels
- 1975 à 2005 : Tatort (série télévisée) - plusieurs rôles dans 5 épisodes différents
- 1976 à 1996 : Inspecteur Derrick (série télévisée) - plusieurs rôles dans 14 épisodes différents [13]
- 1977 : Au plaisir de Dieu (mini-série) : Commandant Carl-Friedrich von Wildenstein
- 1979 à 1995 : Le renard (série télévisée) - plusieurs rôles dans 7 épisodes différents
- 1982 : Inside the Third Reich (téléfilm) : Dr. Karl Gebhardt
- 1983 : Un cas pour deux (série télévisée) - plusieurs rôles dans 3 épisodes différents en 1983 - 1986 - 1990
- 1983 : Le Souffle de la guerre (The Winds of War) (feuilleton TV) : Galeazzo Ciano
- 1986 : L'inconnu de Florence (Love with the Perfect Stranger) de Desmond Davis : Gerard Sandry
- 1989 : Hôpital central (série TV) : Claudio Maldonado
- 2005-2006 : Pauvres Millionnaires (Arme Millionäre) (série télévisée) -12 épisodes : Paul Gabriel
- 2008 : Le Cœur chocolat (Herz aus Schokolade), téléfilm de Oliver Dommenget : Pieter van Eyck

## Distinctions
- 2001 : Le Deutscher Comedypreis pour son rôle dans Qui peut sauver le Far West ?
- 2001 : Le Bambi pour son rôle dans Qui peut sauver le Far West ?
- 2001 : E&E Excellence Award
- 2004 : Le Deutscher Comedypreis pour son rôle dans Space Movie
- 2004 : Le Bambi pour son rôle dans Space Movie
- 2011 : La médaille Reinhold-Maier
- 2012 : Le Felix-Burda-Award catégorie Stars for Prevention [14]